# Darnius
Darnius és un municipi de la comarca de l'Alt Empordà. Destaca per la producció de suro i per la ramaderia. Temps ençà la vinya fou important, però amb el temps els boscos de suro han anat prenent les antigues feixes de vinya.

## Geografia
- Llista de topònims de Darnius (Orografia: muntanyes, serres, collades, indrets..; hidrografia: rius, fonts...; edificis: cases, masies, esglésies, etc).

## Història
Darnius pertanyia al comtat de Besalú. Se l'esmenta l'any 983, encara que ben segur que existia força abans d'aquesta data. L'església, dedicada a Santa Maria, ja s'esmenta a la fi del segle x. És un poble de Sagrera, creat al voltant de l'edifici eclesiàstic. L'1 de març de 2013 el municipi va declarar-se territori català, lliure i sobirà. L'estiu del 2021, Darnius va ser l'escenari principal pel rodatge de la pel·lícula Suro (2022) de Mikel Gurrea guanyadora de tres premis Gaudí.

## Edificis

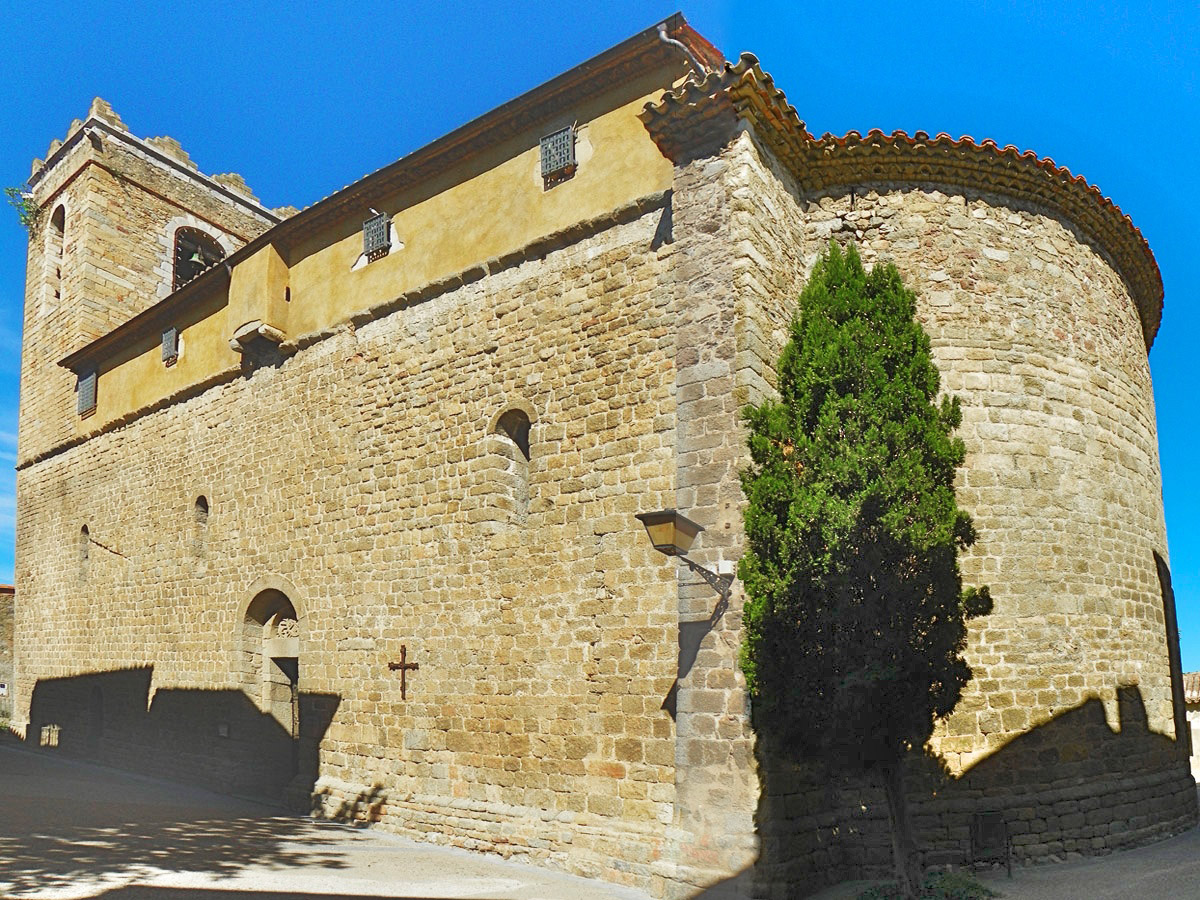

L'església de Santa Maria, del segle xiii, és un bonic exemple de l'arquitectura del romànic tardà, molt semblant a les de Maçanet de Cabrenys i Agullana. Té una nau única, coberta amb una volta de mig punt lleugerament apuntada. L'absis, semicircular, s'obre a la nau amb un doble plec en gradació. Acaba amb una volta ametllada. El portal té un timpà decorat amb un crismó (del qual neixen vint-i-vuit rajos) i dos estels de vuit puntes.
Entre els molins destaquen Mas Cros, Molí d'en Palau i Mas Segalars.
La masia de Can Massot, inclosa a l'Inventari del Patrimoni Arquitectònic de Catalunya.

## Demografia
| 1497 f | 1515 f | 1553 f | 1717 | 1787 | 1857  | 1877  | 1887  | 1900  | 1910  |
| ------ | ------ | ------ | ---- | ---- | ----- | ----- | ----- | ----- | ----- |
| 17     | 20     | 29     | 399  | 569  | 1.253 | 1.198 | 1.074 | 1.168 | 1.143 |

| 1920  | 1930 | 1940 | 1950  | 1960 | 1970 | 1981 | 1990 | 1992 | 1994 |
| ----- | ---- | ---- | ----- | ---- | ---- | ---- | ---- | ---- | ---- |
| 1.148 | 973  | 823  | 1.106 | 655  | 531  | 467  | 489  | 512  | 512  |

| 1996 | 1998 | 2000 | 2002 | 2004 | 2006 | 2008 | 2010 | 2012 | 2014 |
| ---- | ---- | ---- | ---- | ---- | ---- | ---- | ---- | ---- | ---- |
| 531  | 525  | 517  | 519  | 516  | 547  | 534  | 529  | 532  | 534  |

| 2016 | 2018 | 2020 | 2022 | 2024 | 2026 | 2028 | 2030 | 2032 | 2034 |
| ---- | ---- | ---- | ---- | ---- | ---- | ---- | ---- | ---- | ---- |
| 550  | 557  | 537  | 535  | 548  | -    | -    | -    | -    | -    |

| Entitat de població | Habitants (2023) |
| Darnius             | 456              |
| Veïnat d'Arnera     | 31               |
| Veïnat de Mont-roig | 22               |
| Veïnat d'Amunt      | 12               |
| Barri del Pantà     | 11               |
| Veïnat de Ricardell | 11               |
| Santa Anna          | 3                |
| Font: Idescat       |                  |